# Корнемон
Корнемон (фр. Cornimont) насеље је и општина у североисточној Француској у региону Лорена, у департману Вогези која припада префектури Епинал.
По подацима из 2011. године у општини је живело 3510 становника, а густина насељености је износила 87,25 становника/km². Општина се простире на површини од 40,23 km². Налази се на средњој надморској висини од 525 m метара (максималној 1.205 m, а минималној 493 m m).

## Демографија
| 1962. | 1968. | 1975. | 1982. | 1990. | 1999. | 2011. |
| ----- | ----- | ----- | ----- | ----- | ----- | ----- |
| 4.984 | 5.021 | 5.211 | 4.556 | 4.042 | 3.861 | 3.510 |

График промене броја становника у току последњих година